# Berliner Eispalast
Der Berliner Eispalast war eine vielseitig nutzbare Eissport- und Veranstaltungshalle für etwa 4500 Besucher in der Lutherstraße (ab 1938 Martin-Luther-Straße) 20–24 (geänderte Hausnummernzählung seit 1936: 14–18) im Berliner Ortsteil Schöneberg. Die Halle wurde am 31. August und 1. September 1908 eröffnet und 1943 durch alliierte Luftangriffe weitgehend zerstört. Die Kälteanlagen stammten von Borsig, das für Herstellung und Erhalt der Kunsteisfläche eine eigene Eisfabrik gegründet hatte.

## Nutzung
1907 hatte der Kaufmann Fedor Berg die Berliner Eispalast G.m.b.H. gegründet und vom Architekten Walter Hentschel den Eispalast errichten lassen. 1909 gründete sich eine Eispalast-Aktiengesellschaft mit einem Stammkapital von zwei Millionen Mark. Zweck war der Bau und Betrieb von Eisbahnen und aller damit im Zusammenhang stehenden Geschäften, insbesondere Erwerb und Fortführung des bisher von der Firma Berliner Eispalast G.m.b.H. betriebenen Unternehmens.
Aufgrund finanzieller Schwierigkeiten des Bauherrn Fedor Berg, der sich mit dem Haus Cumberland am Kurfürstendamm verspekuliert hatte und aufgrund des schnell nachlassenden Besucherinteresses an der ersten künstlichen Eisbahn in Berlin, geriet die Eispalast AG in Schieflage. Daher wurde der Palast 1912 (andere Quellen geben 1913 an) zu einem Eis-Varieté umgebaut. Mit dem Ersten Weltkrieg folgte 1915 der Konkurs und die Schließung des Eispalastes.

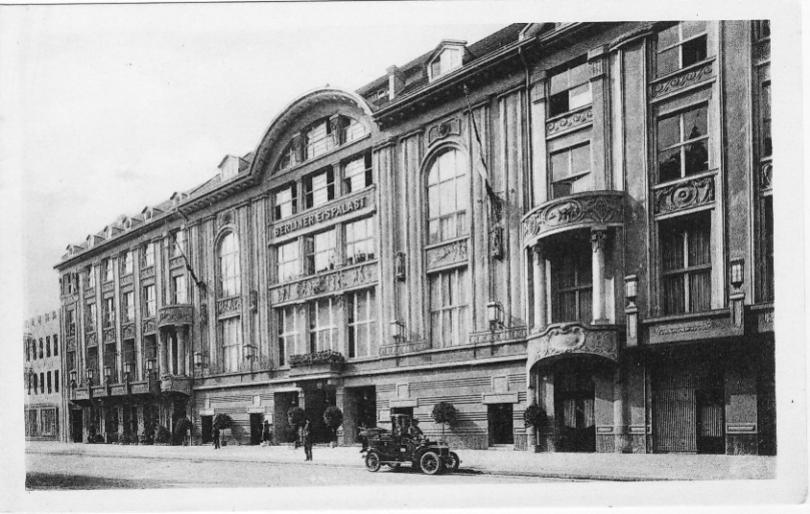
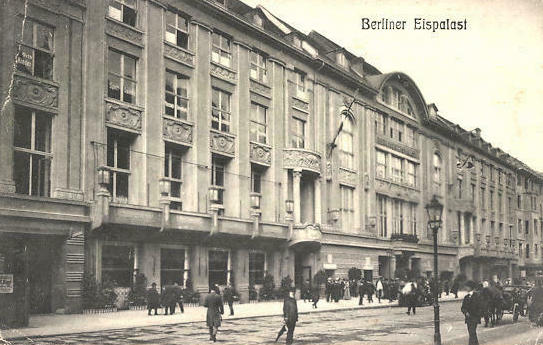
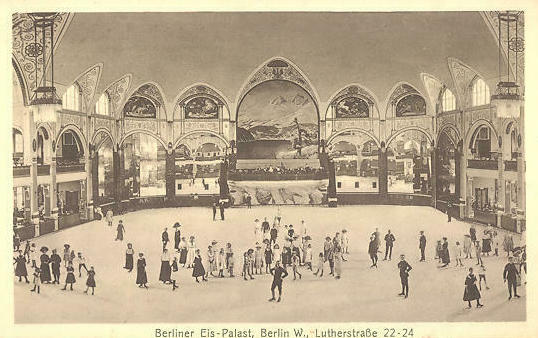
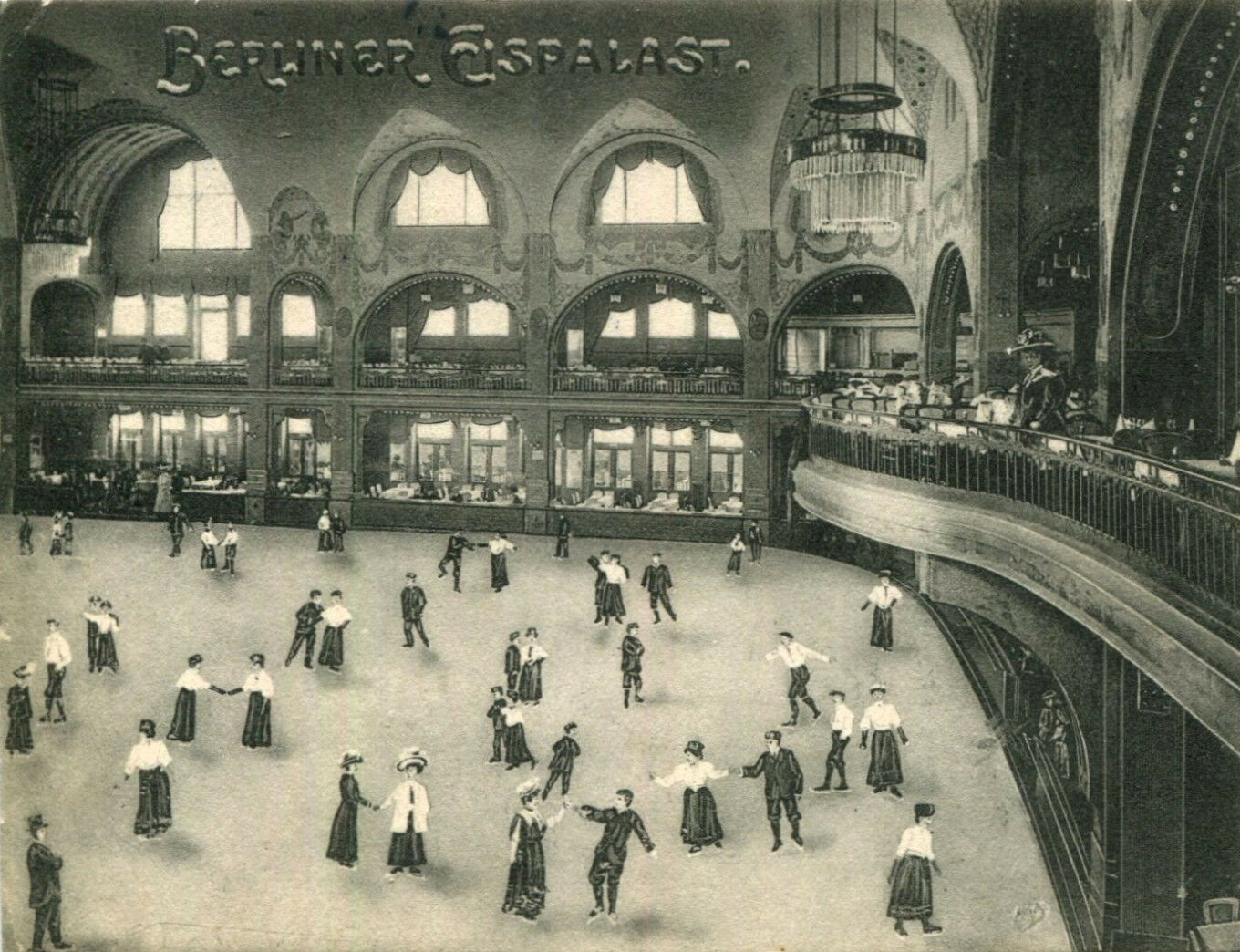
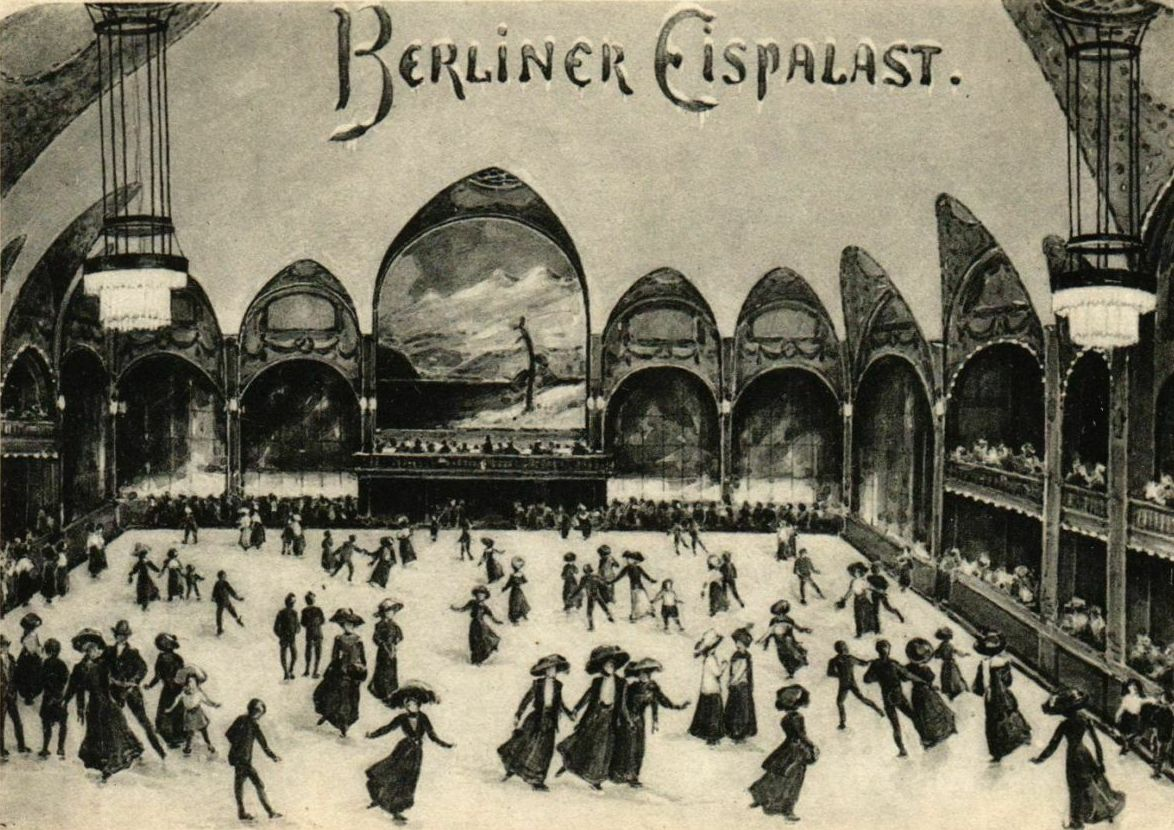
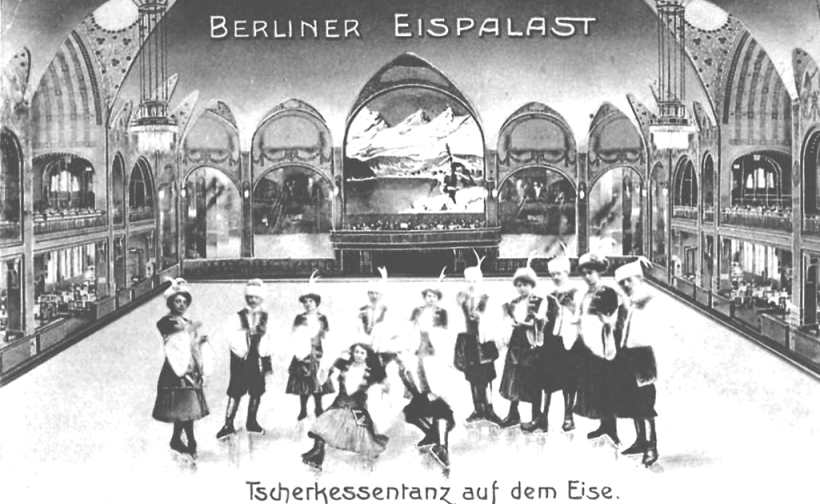
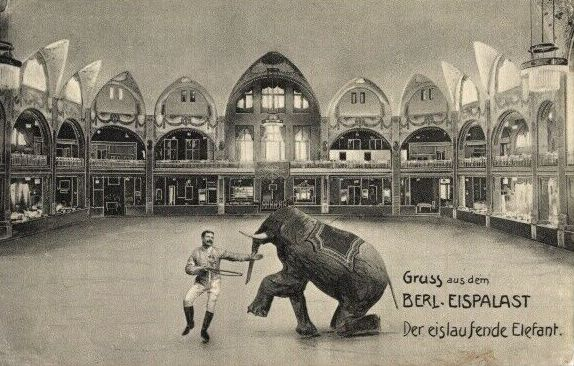
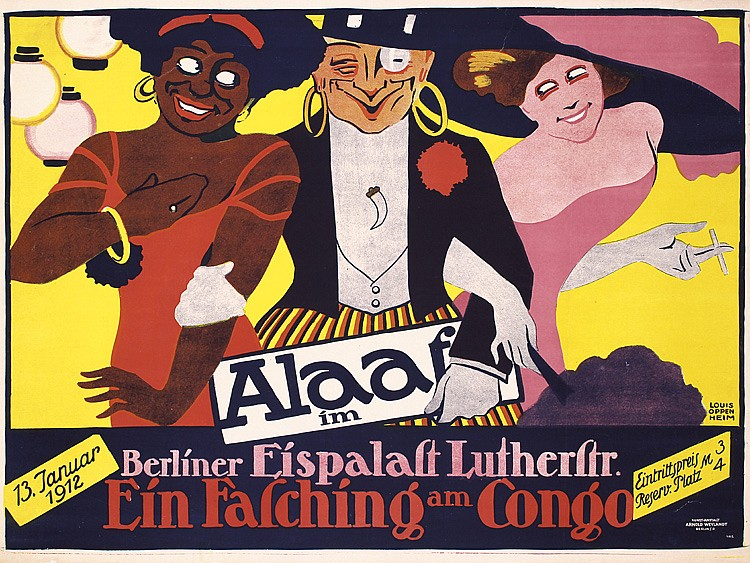

Die Halle mit Kälteanlage wurde anschließend zur Einlagerung von Fleischreserven genutzt und das Kriegsministerium nutzte das Gebäude als Hauptsanitätsamt. Daher kam es erst am 26. September 1918 zur Versteigerung. Erworben wurde es von der Charlottenburger Theaterbau G.m.b.H.  1920 wurde die neu gegründete Scala-Palast GmbH Eigentümer und eröffnete den Palast als Varieté und Revuetheater Scala. 1943 wurde ein Großteil des Gebäudes durch Bomben zerstört.